# Léna Grandveau
Léna Grandveau (Beaune, 21 de janeiro de 2003) é uma jogadora de handebol francesa.

## Carreira
Originária de Côte-d'Or, começou a jogar handebol aos 5 anos e meio no Beaune HB, clube onde jogou por 9 anos antes de ingressar no Chevigny Saint Sauveur. Paralelamente, ingressou no Pôle Espoirs de Besançon , onde durante três temporadas, conquistou dois títulos do campeonato francês de juniores e obteve um segundo lugar no campeonato. Sua boa leitura de jogo, aliada à velocidade e boa sustentação, a fizeram evoluir para a posição de meio-campo após ter começado como lateral e goleira. Em 2020, ingressou no centro de treinamento de Bourg-de-Péage e estreou-se na Divisão 1 aos 17 anos com o primeiro time. Beneficiando de um tempo de jogo significativo devido à ausência de Marta Mangué, marcou 57 gols em 15 partidas e teve um primeiro ano de estudos de muito sucesso. Assinou imediatamente o seu primeiro contrato profissional com o clube Drôme, por um período de 2 temporadas. Em 2022, estando Bourg-de-Péage em grandes dificuldades financeiras, foi transferida para os Neptunes de Nantes por uma temporada, mais uma como opção.
Nos Jogos Olímpicos de Verão de 2024, em Paris, conquistou a medalha de prata no torneio feminino do handebol, após confronto na final contra a equipe norueguesa.